# Eugenia Forssell
Eugenia Forssell, född 1808, död 1833, var en svensk tecknare.
Forssell var dotter till Christian Forssell och Sophia Christina von Seyerlein och syster till Gabriel Forsell. Hon studerade teckning för sin far och medverkade i Konstakademiens utställningar.    